# Salwarpe
Salwarpe är en parish i Storbritannien.   Den ligger i grevskapet Worcestershire och riksdelen England, i den södra delen av landet, 160 km nordväst om huvudstaden London.